# Pišnica
Pišnica (tudi Pišenca) je gorski potok, ki se v Kranjski Gori izliva v Savo Dolinko. Teče po osrednjem območju Triglavskega narodnega parka. Tvorita jo dva izvorna kraka, Velika Pišnica in Mala Pišnica, ki se združita pri umetnem jezeru Jasna ob avtomobilski cesti na prelaz Vršič (nedaleč od Kranjske Gore). Ob sotočju je manjši naravni kanjon in hidrocentrala. Voda tega gorskega potoka je tudi v poletnem času izjemno hladna (5-10 °C), ker je pretežno ledeniškega izvora.

## Porečje Pišnice
- Velika Pišnica: s pritoki Rušev in Lipni graben, Velika Suha Pišnica in Suha Pišnica, Zgornji žlebi
- Mala Pišnica